# Цецхладзе, Тамаз
Тамаз Цецхладзе (груз. თამაზ ცეცხლაძე; род. 8 декабря 1996) — грузинский футболист, полузащитник.

## Карьера
Футбольную карьеру начал в 2016 году в составе клуба «Гардабани». В 2017 году подписал контракт с клубом «Сабаил».
В 2019 году стал игроком грузинского клуба «Торпедо» Кутаиси, за который провёл 12 матчей. В начале 2020 года перешёл в казахстанский клуб «Кызыл-Жар».

## Клубная статистика
| Игровая карьера | Игровая карьера | Игровая карьера   | Игровая карьера | Ч-т | Ч-т | Дубль | Дубль | Кубок | Кубок | Межд. | Межд. | Др. | Др. |
| --------------- | --------------- | ----------------- | --------------- | --- | --- | ----- | ----- | ----- | ----- | ----- | ----- | --- | --- |
| 2016            | Гардабани       | Флаг Грузии       | Б               | 13  | 0   | -     | -     | 1     | 0     | -     | -     | -   | -   |
| 2017/2018       | Сабаил          | Флаг Азербайджана | A               | 24  | 0   | -     | -     | 3     | 0     | -     | -     | -   | -   |
| 2018/2019       | Сабаил          | Флаг Азербайджана | А               | 0   | 0   | -     | -     | -     | -     | -     | -     | -   | -   |
| 2019            | Торпедо         | Флаг Грузии       | A               | 12  | 0   | -     | -     | 2     | 0     | 1     | 0     | -   | -   |